# Чебров, Виктор Николаевич
Виктор Николаевич Чебров (15 сентября 1949 — 17 февраля 2016) — советский и российский учёный-геофизик, сейсмолог, директор Камчатского филиала Геофизической службы РАН (2005—2016)

## Биография
В 1973 году окончил Ленинградский электротехнический институт и получил распределение на Камчатку, в Институт вулканологии и сейсмологии ДВО РАН, где начал заниматься проблемами сейсмологических наблюдений, с его участием проводились экспедиционные сейсмологические работы на вулканах, в эпицентральных областях сильных землетрясений и на морских судах.
С основания в 1979 году опытно-методической сейсмологической партии Института вулканологии и сейсмологии ДВО РАН прошёл путь от старшего инженера до директора (с 2005 года) крупнейшего филиала Геофизической службы России.
В 1989 году защитил диссертацию по теме «Разработка и применение аппаратурно-методического комплекса для временных локальных сейсмометрических сетей» на соискание ученой степени кандидата технических наук.
Под его руководством  была существенно расширена сеть постоянно действующих сейсмических станций Дальнего Востока, произошёл качественный скачок в развитии сейсмологических наблюдений не только на Камчатке, но и на всем Дальнем Востоке России – создана система современных цифровых сейсмических станций и сбора данных в реальном времени.
Являлся бессменным председателем Камчатского филиала Российского экспертного совета по прогнозу землетрясений.
Под его руководством были подготовлены монографии, многочисленные статьи, доклады на конференциях.